# Globus d'Or a la millor minisèrie o telefilm
El Globus d'Or a la millor minisèrie o telefilm és el Globus d'Or atorgat a la millor minisèrie o telefilm.

## Guanyadors i nominats

### Dècada de 1970
1971: The Snow Goose
- Brian's Song
- Duel
- The Homecoming: A Christmas Story
- The Last Child

1972: That Certain Summer
- Footsteps
- The Glass House
- Kung Fu
- A War of Children

### Dècada de 1980
1980: The Shadow Box
- The Diary of Anne Frank
- The Ordeal of Dr. Mudd
- Playing for Time
- A Tale of Two Cities

1981: (dos guanyadors)

Bill

East of Eden
- Masada
- A Long Way Home
- Murder in Texas

1982: Retorn a Brideshead (Brideshead Revisited)
- Eleanor, First Lady of the World
- In the Custody of Strangers
- Two of a Kind
- A Woman Called Golda

1983: The Thorn Birds
- Heart of Steel
- Kennedy
- Who Will Love My Children?
- The Winds of War

1984: Something About Amelia
- The Burning Bed
- The Dollmaker
- Sakharov
- A Streetcar Named Desire

1985: The Jewel in the Crown
- Amos
- Death of a Salesman
- Do You Remember Love?
- An Early Frost

1986: romise
- Anastasia: The Mystery of Anna
- Christmas Eve
- Nobody's Child
- Peter the Great
- Unnatural Causes

1987: (dos guanyadors;)
Escape from Sobibor
Poor Little Rich Girl: The Barbara Hutton Story
- After the Promise
- Echoes in the Darkness
- Foxfire

1988: War and Remembrance
- Hemingway
- Jack the Ripper
- The Murder of Mary Phagan
- The Tenth Man

1989: Lonesome Dove
- I Know My First Name is Steven
- My Name is Bill W.
- Roe v. Wade
- Small Sacrifices

### Dècada de 1990
1990: Decoration Day
- Caroline?
- Family of Spies
- The Kennedys of Massachusetts
- The Phantom of the Opera

1991: One Against the Wind
- In a Child's Name
- The Josephine Baker Story
- Sarah, Plain and Tall
- Separate But Equal

1992: Sinatra
- Citizen Cohn
- Jewels
- Miss Rose White
- Stalin

1993: Barbarians at the Gate
- And the Band Played On
- Columbo: It's All in the Game
- Gypsy
- Heidi

1994: The Burning Season
- Fatherland
- The Return of the Native
- Roswell
- White Mile

1995: Indictment: The McMartin Trial
- Ciutadà X
- The Heidi Chronicles
- Servint en silenci
- Truman

1996: Rasputin: Dark Servant of Destiny
- Crime of the Century
- Gotti
- Hidden in America
- If These Walls Could Talk
- Losing Chase

1997: George Wallace
- 12 Angry Men
- Don King: Only in America
- Miss Evers' Boys
- The Odyssey

1998: From the Earth to the Moon
- The Baby Dance
- Gia
- Merlin
- The Temptations

1999: RKO 281
- Dash and Lilly
- Introducing Dorothy Dandridge
- Joana of Arc
- Witness Protection

### Dècada de 2000
2000: Dirty Pictures
- Fail Safe[1]
- For Love or Country: The Arturo Sandoval Story
- Nuremberg
- On the Beach

2001: Band of Brothers
- Anne Frank: The Whole Story
- Conspiracy
- Life with Judy Garland: Me and My Shadows
- Wit

2002: The Gathering Storm
- Live from Baghdad
- Path to War
- Shackleton
- Taken

2003: Angels in America
- My House in Umbria
- Normal
- Soldier's Girl
- The Roman Spring of Mrs. Stone

2004: Digue'm Peter
- American Family: Journey of Dreams
- Iron Jawed Angels
- The Lion in Winter
- Something the Lord Made

2005: Empire Falls
- Into the West
- Lackawanna Blues
- Sleeper Cell
- Blackpool
- Warm Springs

2006: Elizabeth I
- Bleak House
- Broken Trail
- Mrs. Harris
- Prime Suspect

2007: Longford
- Bury My Heart at Wounded Knee
- The Company
- Five Days
- The State Within

2008: John Adams
- Bernard and Doris
- Cranford
- A Raisin in the Sun
- Recount

2009: Grey Gardens
- Georgia O'Keeffe
- Into the Storm
- Little Dorrit
- Taking Chance

### Dècada de 2010
2010: Carlos
- The Pacific
- The Pillars of the Earth
- Temple Grandin
- You Don't Know Jack

2011: Downton Abbey
- Cinema Verite
- The Hour
- Mildred Pierce
- Too Big to Fail

2012: Game Change
- The Girl
- Hatfields & McCoys
- The Hour
- Political Animals